# 790.
◄ | 7. stoljeće | 8. stoljeće | 9. stoljeće | ►
◄ | 760-ih | 770-ih | 780-ih | 790-ih | 800-ih | 810-ih | 820-ih | ►
◄◄ | ◄ | 787. | 788. | 789. | 790. | 791. | 792. | 793. | ► | ►►
Astronomija • Književnost • Kršćanstvo • Pravo • Promet

## Rođenja
- Lav IV., papa († 855.)

## Vanjske poveznice
|  | Zajednički poslužitelj ima još gradiva o temi 790. |